# Pirates Adventure

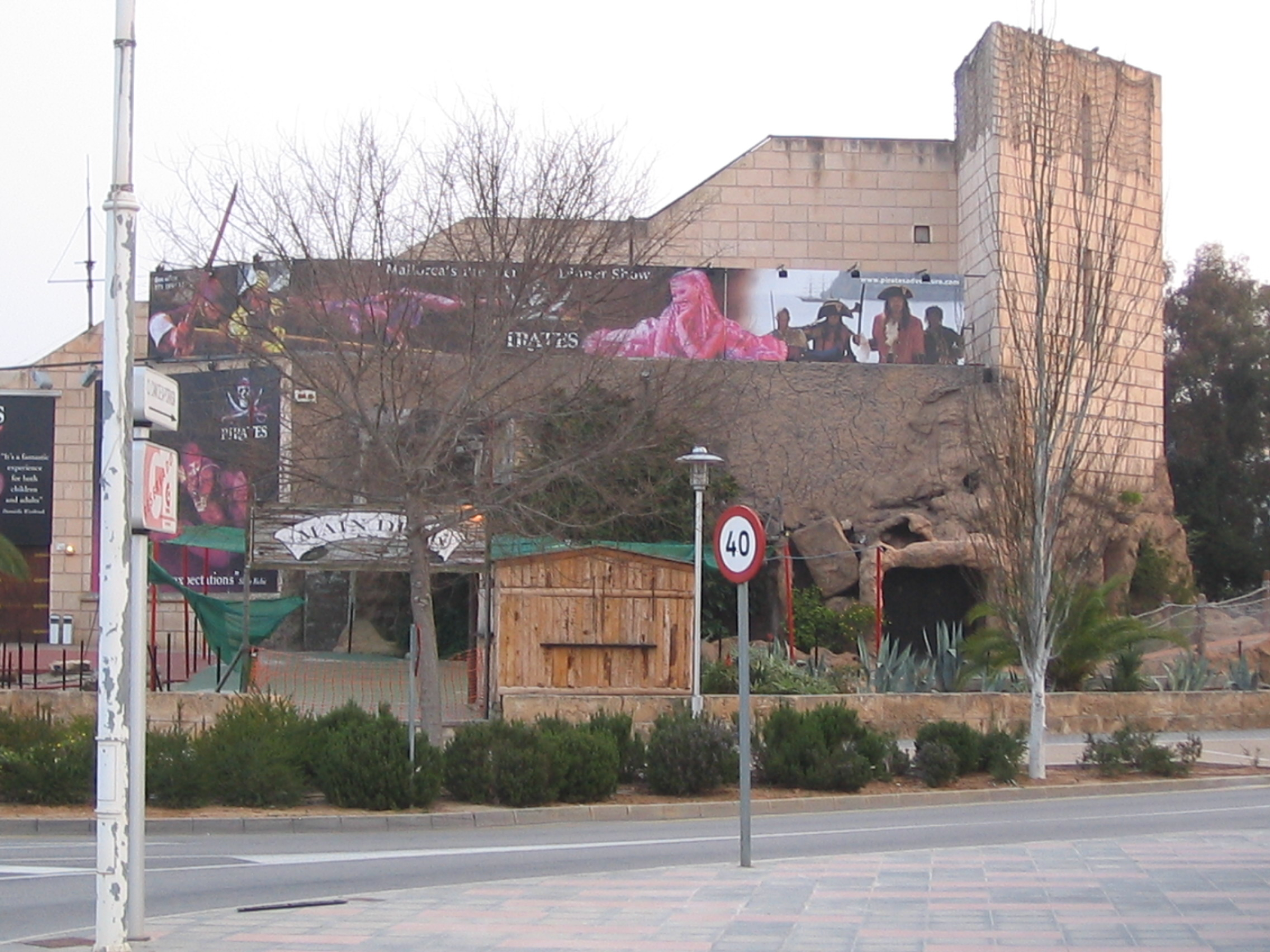
Pirates Adventure en Magaluf, España.

La Aventura de piratas (en inglés Pirates Adventure o Pirates Dinner Adventure) es una franquicia cuya labor comercial consiste en ofrecer Cenas de espectáculo interactivo, en el cual los comensales son entretenidos con espectáculos de malabarismos, duelos dinámicos de espadachines, efectos mágicos, arte aéreo y la clásica historia del bueno contra el malo, ofreciendo una combinación de aventura, comedia y romance; la oportunidad de interaccionar con la aventura y una suntuosa experiencia. La capacidad de comensales de estas franquicias suele ser de alrededor de unas 200 personas por espectáculo, llegando a hacer 2 rondas por noche (la clásica, para todos los públicos y la versión para adultos Uncut. (sin cortes) Con el precio de entrada, se puede consumir cuanto vino o sangría se desee, además de poder repetir también cena.